# عمارت امیریه
عمارت امیریه مربوط به دوره قاجار است و در بوشهر، خیابان ساحلی، پارک خلیج فارس، محله کوتی واقع شده و این اثر در تاریخ ۱۹ اردیبهشت ۱۳۷۸ با شمارهٔ ثبت ۲۳۱۹ به‌عنوان یکی از آثار ملی ایران به ثبت رسیده‌است.

## مشخصات
این عمارت، واقع در بخش مرکزی شهرستان بوشهر یکی از آثارهای تاریخی و از نقاط دیدنی استان بوشهر در جنوب ایران است.
در سال ۱۳۷۶ خ. به پیشنهاد اداره میراث فرهنگی و بنیاد ایران‌شناسی، عمارت امیریه به موزه مردم‌شناسی بوشهر تبدیل شد. عبدالکریم مشایخی در مقالهٔ خود به مناسبت افتتاح موزه مردم‌شناسی بوشهر (عمارت امیریه) در سال ۱۳۷۸خ. می‌نویسد: «یکی از زیباترین بناهای تاریخی بوشهر، عمارت امیریه می‌باشد که در سال ۱۳۱۷ ه‍.ق به همت احمد خان دریابیگی حکمران کل بنادر و جزایر خلیج فارس احداث گردید. این عمارت، دارالحکومه بوشهر بوده که بعد از تخریب بنای «چهاربرج» که امروزه اداره گمرک بوشهر در آنجا مستقر است، زمین آن از تاجر بوشهری به نام جمشیدیان خریداری شده و تا سال ۱۳۱۹ ه‍.ق تکمیل گردیده‌است.»
سدیدالسلطنه کبابی درباره موقعیت جغرافیایی این عمارت می‌نویسد: «مغرب آن محله‌ای نیست و دریاست و مشرق آن محله عرب‌ها و شمال محله یهودی‌ها و جنوب محله کوتی است»
در مورد ساختار و هنر به کار رفته در این عمارت آمده‌است: «عمده مصالح تشکیل دهنده این بنا سنگ‌های مرجانی، گچ و چوب ساج می‌باشد که به منظور جلوگیری از نفوذ رطوبت به دلیل نزدیکی به دریا و موریانه نخست اطراف ستونها را با بند کمال (کنبال) که از الیاف درخت نارگیل درست می‌شود می‌پیچانده‌اند و سپس روی پوست مزبور با گچ تزئین داده‌اند.»
برخی به اشتباه ساخت عمارت امیریه را به سید حسین بلدیه نسبت می‌دهند در حالیکه سید حسین بلدیه در زمان رضاشاه شهردار بوشهر بوده‌است و ساختمان عمارت امیریه در سال ۱۳۱۹ ق یعنی ۲۵ سال قبل از پادشاهی رضاشاه به پایان رسیده‌است. در این مورد آمده‌است: «عمارت امیریه در اوایل حکومت رضاشاه به عنوان ساختمان بلدیه (شهرداری) منظور گردید، و شهردار وقت بوشهر سید حسین سیادت که به سید حسین بلدیه مشهور شده، در آن انجام وظیفه می‌کرد.»

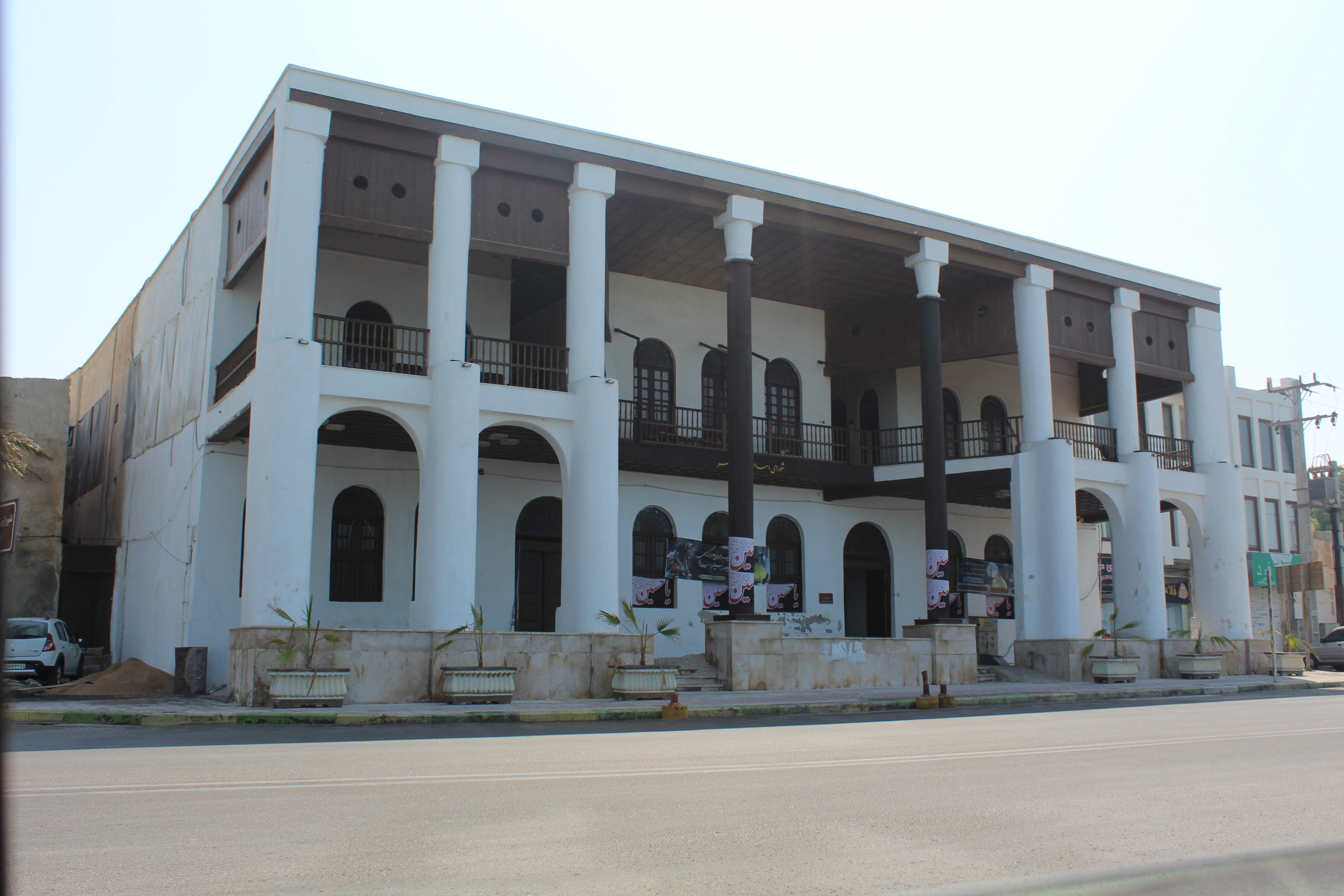
عمارت امیریه

این بنا از دو طبقه تشکیل شده‌است. در جلو ساختمان ایوانی بزرگ وجود دارد که دارای دو درگاه ورودی است و در طبقه بالا بالکنی با جنس چوب است. وسط دو درگاه ورودی از داخل ساختمان اتاق بزرگ در دو طبقه درست شده‌است که احتمالاً برای پذیرایی یا کنفرانس بوده و دارای چشم‌اندازی زیبا به بیرون و منظره دریا می‌باشد. ساختمان دارای حیاط مرکزی و تمامی اتاق‌ها دورتادور واقع شده‌اند که در هر طبقه ده اتاق وجود دارد. در گوشه خاوری راه پله‌ای برای رفتن به پشت بام ساخته شده‌است. جنس درها و پنجره‌ها از چوب ساج بوده و حفاظ آن‌ها در جلو می‌باشد. درها دو لنگه و دارای نقش و نگار هستند.
ورودی عمارت دارای چشم‌اندازی بسیار زیباست و پوشش سقف از چوب صندل یا چندل است (نوعی چوب مخصوص که از هندوستان و مومباسا می‌آورده‌اند). ستونها جلو ساختمان نیز از جنس چوب ساج است. در جهت جلوگیری از نفوذ رطوبت (به دلیل نزدیکی به دریا) و موریانه نخست اطراف ستون‌ها را با بند کنبال یا «کومبار» که از پوست درخت نارگیل درست می‌شود پیچانده و سپس روی آن را با گچ تزیین کرده‌اند. چوب‌های کنده کاری به کار رفته در طارمه و نقوش در و پنجره‌ها، گچبری سردرها، کنده کاری و گوه‌های برنجی به کار رفته در درگاه ورودی از عوامل تزیینی بنا هستند. این بنا هم‌اکنون موزه مردم‌شناسی است. ساختمان توسط شهرداری بوشهر در سال ۱۳۷۸ مرمت و تعمیر شده‌است.